# Єкіаша
Єкіа́ша (каз. Екіаша) — село у складі Саркандського району Жетисуської області Казахстану. Адміністративний центр Єкіашинського сільського округу.
У радянські часи село називалось Покатіловка.
Населення — 2113 осіб (2021; 2592 у 2009, 2776 у 1999, 3122 у 1989).

## Відомі особистості
В поселенні народився:
- Біленко Василь Данилович (1907—1958) — радянський вояк, Герой Радянського Союзу.